# ミゲル・アンヘル・ガルシア・ペレス＝ロルダン
コロナ（Corona）ことミゲル・アンヘル・ガルシア・ペレス＝ロルダン（Miguel Ángel García Pérez-Roldán, 1981年2月12日 - ）は、スペイン・トレド県タラベラ・デ・ラ・レイナ出身のサッカー選手。ポジションはミッドフィールダー。

## 経歴
レアル・マドリードのカンテラ出身。レアル・マドリードC、レアル・マドリード・カスティージャに在籍し、トップチーム出場経験は無い。2001-02シーズンよりレアル・サラゴサに移籍。しかし、レギュラーに定着することは出来ず、4シーズンで33試合出場に留まった。2004-05シーズンはポリ・エヒドにレンタル移籍する。2005-06シーズンは当初こそ[サラゴサに復帰したものの、シーズン途中からアルバセテ・バロンピエにレンタル移籍する。2006-07シーズンもUDアルメリアへ、と複数のセグンダ・ディビシオンのチームにレンタル移籍を繰り返した。
2006-07シーズン、全42試合中40試合に出場し、UDアルメリアのプリメーラ・ディビシオン昇格に貢献。シーズン終了後、アルメリアに完全移籍した。2008年3月9日には、プリメーラ初得点を決めている。
2014-15シーズン限りで契約満了によりアルメリアを退団し、2015年9月23日にAリーグのブリスベン・ロアーFCへ加入した。
1997年のUEFA U-16欧州選手権において、スペインU-16代表に選出された経験を持つ。

## タイトル

### 代表
U-16 スペイン代表
- UEFA U-16欧州選手権 : 1997

### 個人
- Aリーグ・ベストイレブン（英語版） : 2015-16